# Chiesa delle Sante Perpetua e Felicita
La chiesa delle Sante Perpetua e Felicita è un edificio religioso situato a Silius, centro abitato della Sardegna meridionale. Consacrata al culto cattolico è sede dell'omonima parrocchia e fa parte dell'Arcidiocesi di Cagliari.

La chiesa risulta edificata nel XIX secolo.
In Italia sono solo due le parrocchie che vantano le sante cartaginesi come proprie patrone, la parrocchia di Silius e una parrocchia di Roma.

## Storia
Non si conosce la data di erezione della parrocchia, i documenti più antichi risalgono al secolo XVII. Del 1656 sono gli atti in cui vengono nominate le sante Perpetua e Felicita quali titolari della parrocchia di Silius.
Non si conosce neanche la data certa dell’erezione della chiesa parrocchiale. Un primo cenno ne fa nel dizionario del Casalis, il padre scolopio Vittorio Angius, il quale, nel 1838 alla voce “Silius”, a proposito dei luoghi di culto, parla della chiesa parrocchiale, distinta da quella di Santa Caterina e di San Sebastiano, descrivendola come poco decente. È dunque possibile che la vecchia chiesa parrocchiale, andata in rovina, sia stata demolita per far posto alla cappella per celebrare i divini uffici del cimitero, i cui lavori iniziarono dopo il 7 dicembre 1863. È probabile che negli anni successivi la cappella cimiteriale sia stata prolungata con una navata rettangolare e siano state aggiunte due cappelle laterali - così da ottenere una forma a croce latina - e un campanile a vela a due luci sul muro destro.
Nel 1949 iniziarono i lavori di riparazione della chiesa, durante i quali vennero costruiti la cupola in cemento armato e il nuovo campanile a base quadrangolare sul lato sinistro, inaugurato nel 1955 a lavori non ancora ultimati.
Ad aprile 2017, a seguito di un cedimento di una parte di intonaco del soffitto nel lato sinistro della prima campata, la chiesa venne chiusa al culto e iniziò l'iter per i lavori di restauro. A maggio 2020 iniziarono i lavori, il soffitto venne interamente smantellato e ricostruito ex novo; durante i medesimi lavori, terminati a fine agosto, vennero anche ritinteggiate le pareti interne ed i muri esterni. La chiesa venne solennemente riaperta al culto dall'Arcivescovo di Cagliari, Giuseppe Baturi il 20 ottobre 2020, con una celebrazione contingentata in accordo alle norme governative di prevenzione al covid-19.

## Descrizione
La facciata a capanna è delimitata da due lesene in pietra. L’accesso principale alla chiesa è un portale ligneo circondato da stipiti e architrave in pietra. Il portale è sovrastato da una vetrata installata nel 2013 raffigurante le sante Perpetua e Felicita, titolari della chiesa.
A sinistra della facciata si affianca la torre campanaria a pianta quadrangolare, spartita in tre parti da modanatura. Nella parte centrale, sul lato frontale è presente un orologio, e sul lato sinistro una finestrella. Nella parte alta è presente la cella campanaria, aperta all’esterno da monofore ad arco a tutto sesto su ciascun lato.
L’interno della chiesa presenta un'unica navata con copertura lignea, scandita da due archi a tutto sesto.
L’area absidale è separata dalla navata da un arco a tutto sesto; fino al 1950 quest’arco aveva forma ogivale e intorno era ornato da una pietra lavorata a scalpello.
Il presbiterio è delimitato da una balaustra lignea.
Ai lati si aprono quattro cappelle laterali, due per ciascun lato, dedicate al Sacro Cuore, alla Madonna della Salute, a san Giuseppe e alla Madonna di Bonaria, le prime due dotate rispettivamente di un altare marmoreo e uno ligneo. Le cappelle sono unite alla navata centrale da archi a tutto sesto e tra loro da archi a sesto ribassato.

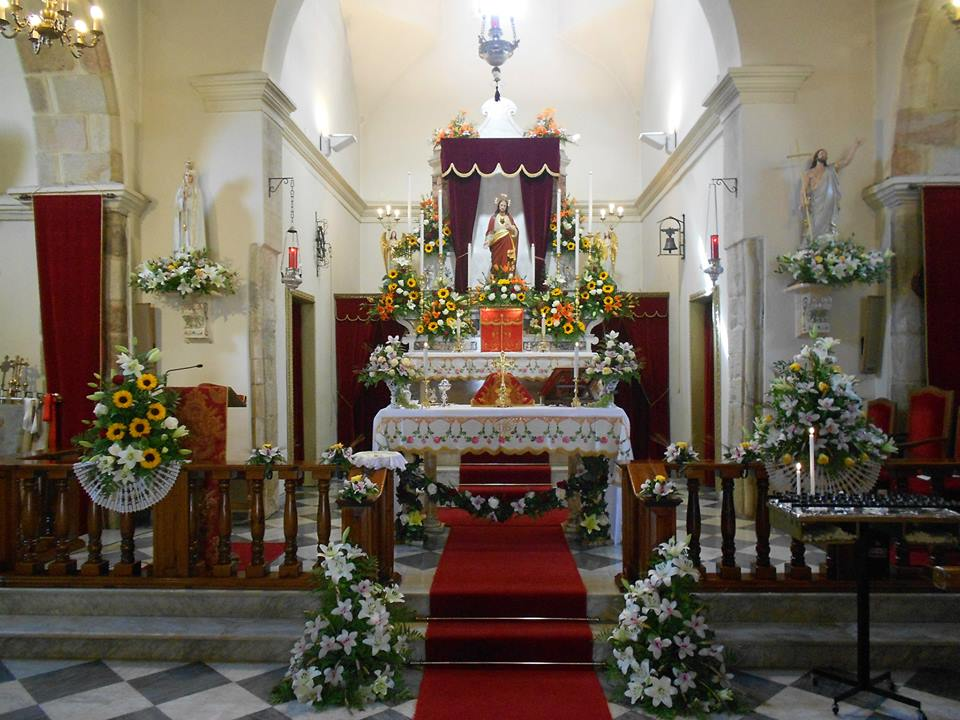

## Feste principali nella parrocchia
- Gennaio
  - La Domenica successiva al 17 ~ San Sebastiano. Viene celebrata la messa cantata, preceduta dalla processione, nella chiesa a lui intitolata.
- Febbraio
  - 02 ~ Presentazione di Gesù al tempio (popolarmente chiamata “Candelora”). È la festa principale della “priorìssa” della Madonna del Rosario, la quale, alla fine della messa, libera due colombe, a ricordare i due colombi offerti in sacrificio al Tempio di Gerusalemme durante la presentazione di Gesù.
- Marzo
  - 07 ~ Sante Perpetua e Felicita (festa patronale). Viene celebrata la messa cantata, preceduta dalla processione, nella chiesa parrocchiale.
- Aprile
  - 24 ~ Nostra Signora di Bonaria. Viene celebrata la messa cantata, preceduta dalla processione, nella chiesa parrocchiale.
- Maggio
  - 1ª Domenica ~ Nostra Signora del Rosario (seconda festa della “priorìssa” della Madonna del Rosario). Viene celebrata la messa cantata, preceduta dalla processione, nella chiesa parrocchiale.
- Giugno
  - 2ª Domenica e lunedì seguente: Sante Perpetua e Felicita (festa patronale). Vengono festeggiate in pompa magna le patrone con la messa cantata, preceduta dalla processione, nella chiesa parrocchiale.
  - 21 ~ San Luigi Gonzaga (festa dei Chierichetti). Viene celebrata la messa cantata, preceduta dalla processione, nella chiesa parrocchiale.
- LuglioSanta Barbara nella miniera Muscadroxiu

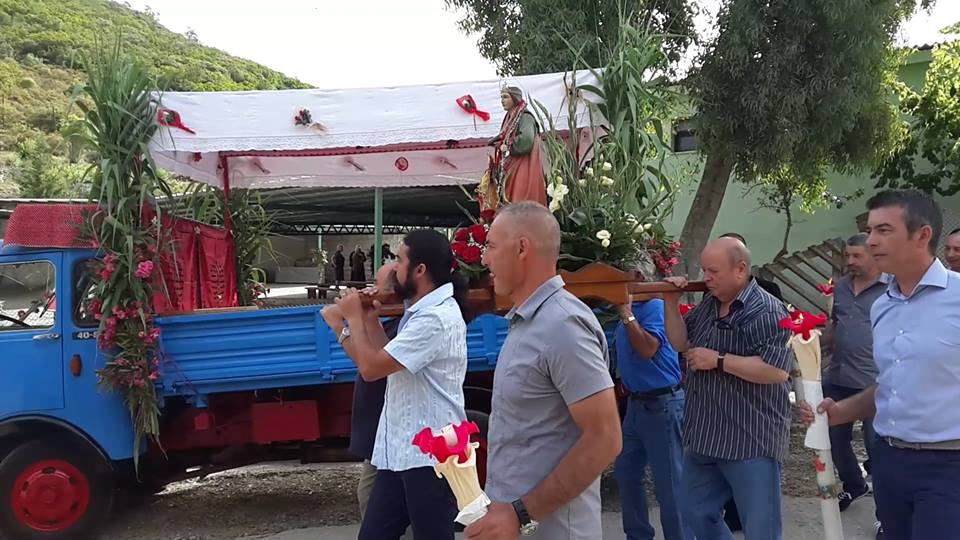
Santa Barbara nella miniera Muscadroxiu

  - 2º Sabato ~ Santa Barbara. Viene festeggiata in pompa magna la patrone dei minatori. La mattina del sabato, primo giorno dei festeggiamenti, il simulacro, partendo dalla sua chiesa, dopo una breve sosta dinanzi al monumento ai caduti nel lavoro in miniera in Piazza Sa Porta, viene portato in processione verso la miniera su di un camion addobbato. Nella miniera ha luogo un’altra processione con sosta al pozzo centrale, qui, il parroco, i dirigenti della miniera e un minatore scendono a portare dei fiori ad una statuetta situata in una galleria sotterranea, successivamente vengono poi lanciati nel pozzo mazzi di fiori dai familiari dei minatori caduti durante il lavoro, la processione prosegue per tornare nel luogo dove viene celebrata la messa. Il lunedì successivo viene celebrata la messa cantata, preceduta dalla processione, nella chiesa a lei intitolata.
- Settembre
  - Ultimo Lunedì ~ Nostra Signora della Salute (festa della Misericordia del Gerrei). Viene celebrata la messa cantata, preceduta dalla processione, nella chiesa parrocchiale la Domenica precedente ed il Lunedì.
- Ottobre
  - 04 ~ San Francesco d’Assisi. Finisce il servizio “sa priorìssa” e “is treziàriasa” di San Francesco.
  - 1ª Domenica ~ Nostra Signora del Rosario. Finisce il servizio “sa priorìssa” e “is offrèrasa” della Madonna del Rosario e del Santissimo Sacramento. Tra Domenica e Mercoledì avviene il cambio “de sa priorissìa”.
- Dicembre
  - 04 ~ Santa Barbara. Viene celebrata la messa cantata, preceduta dalla processione, nella chiesa a lei intitolata.
  - 08 ~ Immacolata Concezione (festa delle Figlie di Maria). Viene celebrata la messa cantata, preceduta dalla processione, nella chiesa parrocchiale.

### S’Incontru

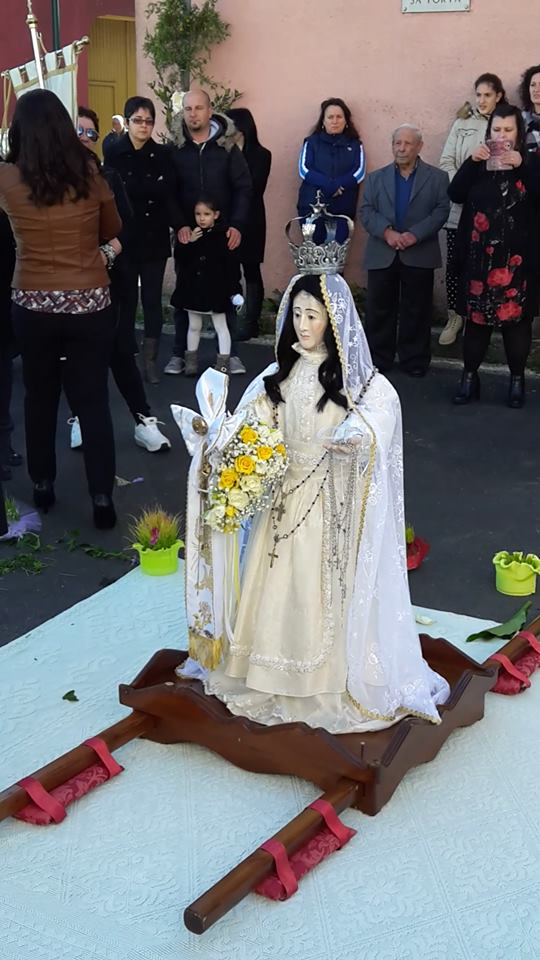
Simulacro della Vergine durante "S'Incontru"

Il solenne rito pasquale, breve e semplice, inizia con la partenza del simulacro del Cristo Risorto dalla chiesa parrocchiale preceduto dalla croce astile e dal turibolo e seguito dagli uomini, ragazzi e bambini; poco dopo dal salone parrocchiale parte il simulacro della Vergine Addolorata, vestita a lutto e portato sulle spalle da quattro donne, preceduto dalla croce della vecchia Confraternita del Rosario ed è seguito dalle donne, ragazze e bambine.
I due distinti cortei, che in silenzio percorrono strade diverse, arrivano in Piazza Sa Porta, la piazza principale del paese, dove, su un tragitto contrassegnato da “sa ramadura”, dopo tre inchini si ricongiungono e vengono adagiati su due tappeti bianchi.
Al simulacro della Vergine Addolorata viene tolto il velo nero che, in segno di lutto, partendo dal capo le arriva ai piedi rivelando un candido vestito bianco, nella mano destra gli viene posto un mazzolino di fiori, un candido fiocco e “s’oreria” donato alla Vergine, come ultimo atto gli viene posto sul capo il candido velo in pizzo e la settecentesca corona in argento. Il rito è eseguito dalla “Priorìssa de sa Madonna de s’Arroseri” assistista da “is offrèrasa”, tutti i presenti lo seguono con attenzione e silenzio.
Terminato il rito i simulacri vengono ripresi sulle spalle e incensati dal parroco che recita una preghiera, segue la processione che conduce i simulacri, che procedono affiancati, verso la chiesa parrocchiale, qui viene celebrata la messa di Pasqua.